# Dragomir, Bulgaria
Dragomir (în bulgară Драгомир) este un sat situat în partea de sud a Bulgariei, în Regiunea Plovdiv. Aparține administrativ de comuna Săedinenie. La recensământul din 2011 avea o populație de 360 locuitori.

## Demografie
Componența etnică a satului Dragomir
     Bulgari (98,61%)
     Nicio identificare (1,38%)
     Altele (0%)
La recensământul din 2011, populația satului Dragomir era de 360 locuitori. Din punct de vedere etnic, majoritatea locuitorilor (98,61%) erau bulgari. Pentru 1,38% din locuitori nu este cunoscută apartenența etnică.